# Panicum micranthum
Panicum micranthum är en gräsart som beskrevs av Carl Sigismund Kunth. Panicum micranthum ingår i släktet vipphirser, och familjen gräs. Inga underarter finns listade i Catalogue of Life.